# 穆爾斯維爾 (北卡羅萊納州)
穆爾斯維爾（英語：Mooresville）是一個位於美國北卡羅萊納州艾爾代爾縣的城鎮。

## 人口
根據2020年美國人口普查的數據，穆爾斯維爾的面積為68.84平方千米，當中陸地面積為68.66平方千米，而水域面積為0.17平方千米。當地共有人口50193人，而人口密度為每平方千米729人。